# کریم‌کشته (هیرمند)
کریم‌کشته، روستایی از توابع بخش مرکزی شهرستان هیرمند در استان سیستان و بلوچستان ایران است.

## جمعیت
این روستا در دهستان دوست‌محمد قرار دارد و براساس سرشماری مرکز آمار ایران در سال ۱۳۹۵، جمعیت آن ۶۳۵ نفر (۱۹۵ خانوار) بوده‌است.